# Bad command or file name

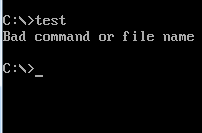

Bad command or file name은 MS-DOS에서 유효하지 않은 명령을 내릴 경우에 나타나는 오류 메시지이다. 구문 오류 메시지이며 1980년대 베이직 인터프리터가 그 기원이다. COMMAND.COM 파일에 내장된 내부 명령어가 아니면서 디렉터리에 해당 실행파일이 존재하지 않을 경우 이 메시지가 출력된다.
```
C:₩>abc
Bad command or file name.

C:₩>_

```

위의 예는 COMMAND.COM에 ABC라는 내부 명령어가 내장되어 있지 않고 또 ABC.COM, ABC.EXE, ABC.BAT 셋 중 어느 하나도 C:\에 없음을 의미한다.

## 관련 메시지
- 최근의 한국어판 MS-DOS 기준으로, (biling.sys가 CONFIG.SYS를 통해 로드되어 있고 한글 바이오스가 실행되고 있으며 코드페이지가 949로 되어 있는 경우) 다음과 같은 메시지가 출력된다.:

명령 또는 파일 이름이 올바르지 않습니다.

- 옛날의 한국어판 MS-DOS 기준으로 다음과 같은 메시지가 출력된다.:

명령 또는 파일 이름이 틀립니다.

- GUI를 사용하는 OS/2와 최근의 윈도 NT 계열(윈도우 XP, 비스타, 7 등)의 가상 도스에서는 다음과 같은 메시지가 출력된다.:

<입력 문자열> is not recognized as an internal or external command, operable program or batch file.

<입력 문자열> 은(는) 내부 또는 외부 명령, 실행할 수 있는 프로그램, 또는 배치 파일이 아닙니다.

이렇게 메시지가 길어진 까닭은 초보자들이 단순히 "명령 또는 파일 이름이 잘못되었다"는 메시지를 잘 이해하지 못하였기 때문이다.
- 그 밖의 다른 비슷한 오류 메시지는 도스의 종류나 환경에 따라 달라질 수 있다.

## 같이 보기
- 도스 명령어 목록

## 참고
1. ↑  AUTOEXEC.BAT 파일에서 PATH=로 설정된 경로, 또는 명령 프롬프트에서 직접 PATH=로 지정된 경로에 있는 실행파일은 디렉터리에 관계없이 실행된다.